# Lambaesis
Lambaesis o Lambaesa (grec antic: Λάμβαῖσα; llatí: Lambaesa i Lambese) va ser una de les principals ciutats de Numídia, al peu de les muntanyes de l'Aures (Mont Auraisus), que pertanyia als massilis (massylii).
Es trobava prop dels límits amb Mauritània. Era la seu de la Legió III Augusta. Està situada uns 11 quilòmetres al sud de l'actual ciutat de Batna, i 25 a l'oest de Timgad, a prop del poble modern de Tazoult. Actualment hi queden importants ruïnes entre les quals destaquen l'amfiteatre, el temple d'Esculapi, un arc triomfal i altres edificis, i les muralles. L'historiador Procopi no en parla, i probablement els vàndals la van destruir abans del temps de Justinià I.